# Hermann von Guretzky-Cornitz
Franz Sigmund Georg Ehrenreich Hermann Freiherr von Guretzky-Cornitz (* 20. Mai 1828 in Berlin; † 1. Juni 1892 ebenda) war ein preußischer General der Kavallerie und Gouverneur der Festung Ulm.

## Leben

### Herkunft
Hermann war ein Sohn des preußischen Oberstleutnants Karl von Guretzky-Cornitz (1792–1856) und dessen Ehefrau Luise, geborene von Müllenheim (1801–1872).

### Militärkarriere
Nach dem Besuch der Kadettenhäuser in Potsdam und Berlin wurde Guretzky am 27. Mai 1845 als Sekondeleutnant mit Patent vom 17. Februar 1846 dem 3. Ulanen-Regiment der Preußischen Armee überwiesen. Von Ende September 1848 bis Ende Juli 1849 war er als Ordonnanzoffizier zum Oberkommando in den Marken kommandiert. Am 1. Juni 1850 erfolgte seine Ernennung zum Regimentsadjutanten und während der Mobilmachung war Guretzky von Mitte November 1850 bis Anfang Mai 1851 Adjutant der mobilen 5. Kavallerie-Brigade. Zur weiteren Ausbildung absolvierte er ab Oktober 1851 für drei Jahre die Allgemeine Kriegsschule, stieg Anfang Februar 1855 zum Premierleutnant auf und war ab Juni 1856 zum Topographischen Büro kommandiert. Er avancierte am 11. September 1858 zum Rittmeister und wurde am 19. Februar 1859 als Hauptmann in den Generalstab des IV. Armee-Korps versetzt. Mit der Ernennung zum Eskadronchef im Thüringischen Ulanen-Regiment Nr. 6 kehrte Guretzky am 24. Juli 1861 in den Truppendienst zurück und rückte Anfang April 1866 zum Major auf.
Während des Krieges gegen Österreich wurde er 1866 im Gefecht bei Langenbruck durch einen Lanzenstich in den Oberschenkel verwundet und nahm an den Kämpfen bei Münchengrätz und Preßburg teil. Guretzky erhielt den Roten Adlerorden IV. Klasse mit Schwertern und wurde nach dem Friedensschluss am 30. Oktober 1866 als etatsmäßiger Stabsoffizier in das 2. Brandenburgische Dragoner-Regiment Nr. 12 versetzt. Unter Stellung à la suite beauftragte man ihn am 18. Juni 1869 mit der Führung des Pommerschen Dragoner-Regiments Nr. 11 und ernannte ihn am 21. November 1869 zum Regimentskommandeur. In dieser Eigenschaft wurde Guretzky nach der Mobilmachung anlässlich des Krieges gegen Frankreich zum Oberstleutnant befördert. Er führte sein Regiment bei Gravelotte, Villiers, Onglières, Frasne und Pontarlier sowie vor Metz und Paris.
Ausgezeichnet mit beiden Klassen des Eisernen Kreuzes verblieb Guretzky nach dem Krieg zunächst bei der Okkupationsarmee in Frankreich und avancierte Mitte Januar 1872 zum Oberst. Nachdem er vom 15. Juni bis zum 18. August 1875 zur Vertretung des Kommandeurs der 17. Kavallerie-Brigade (Großherzoglich Mecklenburgische) nach Schwerin kommandiert war, wurde er anschließend unter Stellung à la suite seines Regiments zum Kommandeur dieser Brigade ernannt und Ende September 1876 zum Generalmajor befördert. Am 16. November 1882 erfolgte mit der Versetzung zu den Offizieren à la suite der Armee seine Kommandierung nach Württemberg. Zugleich wurde Guretzky Kommandeur der 27. Division in Ulm und am 21. November 1882 Generalleutnant. In dieser Eigenschaft erhielt er Anfang Oktober 1887 das Großkreuz des Friedrichs-Ordens.
Am 8. November 1887 erfolgte seine Ernennung zum Gouverneur der Festung Ulm. Außer seiner etatsmäßigen Dienstzulage von jährlich 4500 Mark erhielt er ab dem 1. Dezember 1887 eine weitere Zulage von 3000 Mark. Anlässlich des Ordensfestes ehrte ihn Kaiser Wilhelm I. im Januar 1888 mit dem Roten Adlerorden I. Klasse mit Eichenlaub und Schwertern am Ringe und dem Emailleband des Kronen-Ordens und sein Nachfolger Friedrich III. verlieh ihm am 23. April 1888 den Charakter als General der Kavallerie. In Genehmigung seines Abschiedsgesuches wurde Guretzky am 17. Dezember 1889 mit Pension zur Disposition gestellt.
Nach seiner Verabschiedung würdigte ihn Prinzregent Luitpold von Bayern mit dem Großkreuz seines Militärverdienstordens und König Karl verlieh Guretzky das Großkreuz des Ordens der Württembergischen Krone. Er starb am 1. Juni 1892 in Berlin und wurde am 3. Juni 1892 auf dem Alten Garnisonfriedhof beigesetzt.
In seiner Beurteilung zum 1. Januar 1876 schrieb der General Hann von Weyhern: „Oberst von Guretzky ist ein echt guter Regimentskommandeur, der sein Regiment in sehr guter Verfassung erhält und auf seine Offiziere äußerst günstig einwirkt. Er ist umsichtig und führt mit Ruhe und Überlegung.“

### Familie
Guretzky heiratete am 1. Juli 1852 in Niemegk Thekla von Leipziger (1831–1910), eine Tochter des Geheimen Regierungsrates Moritz von Leipziger. Das Paar hatte mehrere Kinder:
- Anna (* 1853)
- Hans (1855–1917), preußischer General der Infanterie ⚭ Antoinette von Restorff (1871–1946)
- Karl (1858–1911), preußischer Oberst a. D. ⚭ 1889 Elisabeth von Anderten (* 27. November 1863)
- Thekla (*/† 1863)

## Schriften
- Geschichte des 1. Brandenburgischen Ulanen-Regiments (Kaiser von Russland) No 3. Mittler & Sohn, Berlin 1866.